# 서부회색캥거루
서부회색캥거루 또는 검은캥거루(Macropus rufus)는 캥거루과에 속하는 캥거루속 유대류의 일종이다. 샤크 만 바로 남쪽부터 사우스오스트레일리아주 해안, 웨스턴오스트레일리아주, 빅토리아주 서부, 그리고 뉴사우스웨일스주 머레이 달링 분지 전역과 퀸즐랜드주의 오스트레일리아 남부 지역 전역에서 거의 발견되는 아주 흔하고 큰 캥거루이다.

## 사진

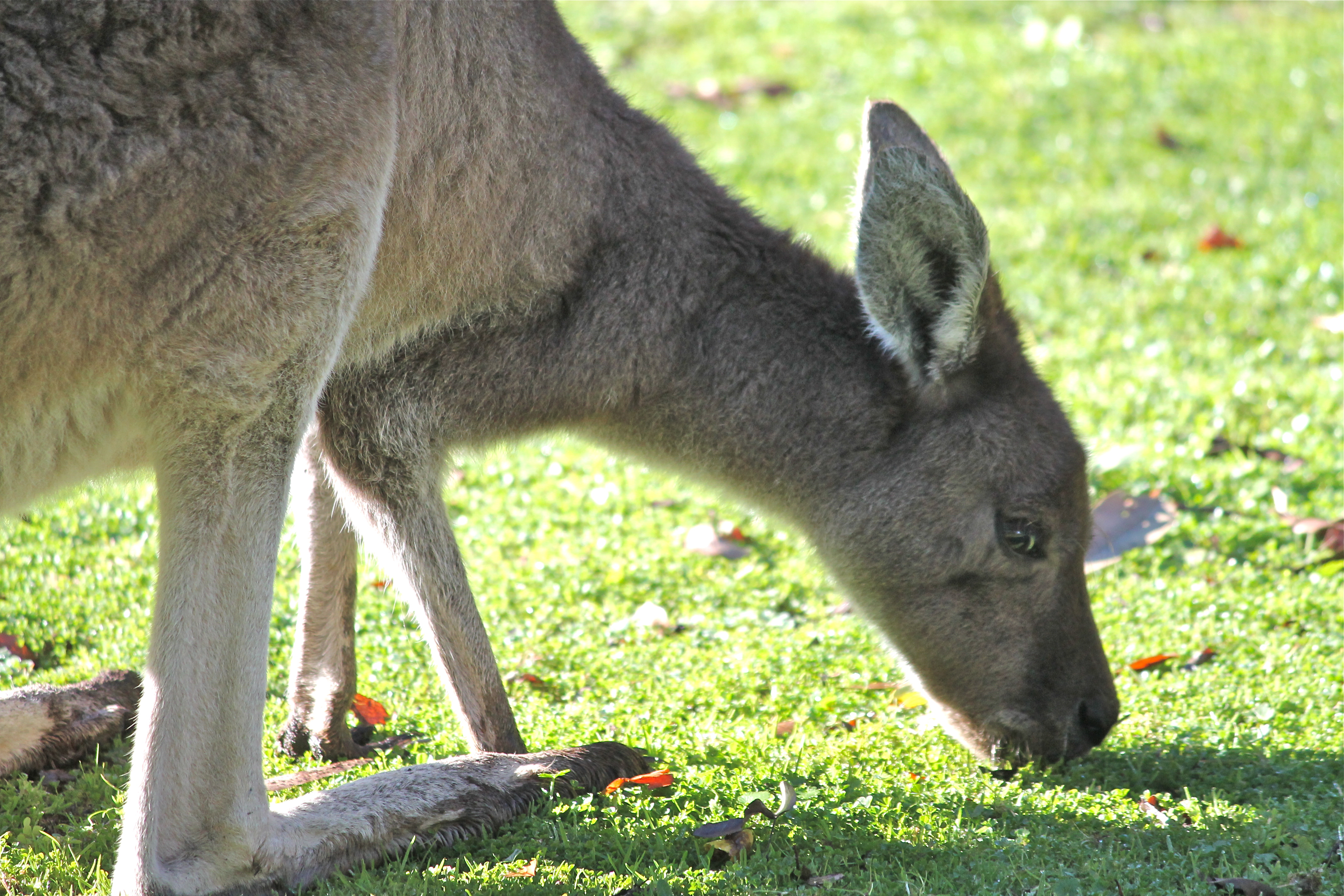
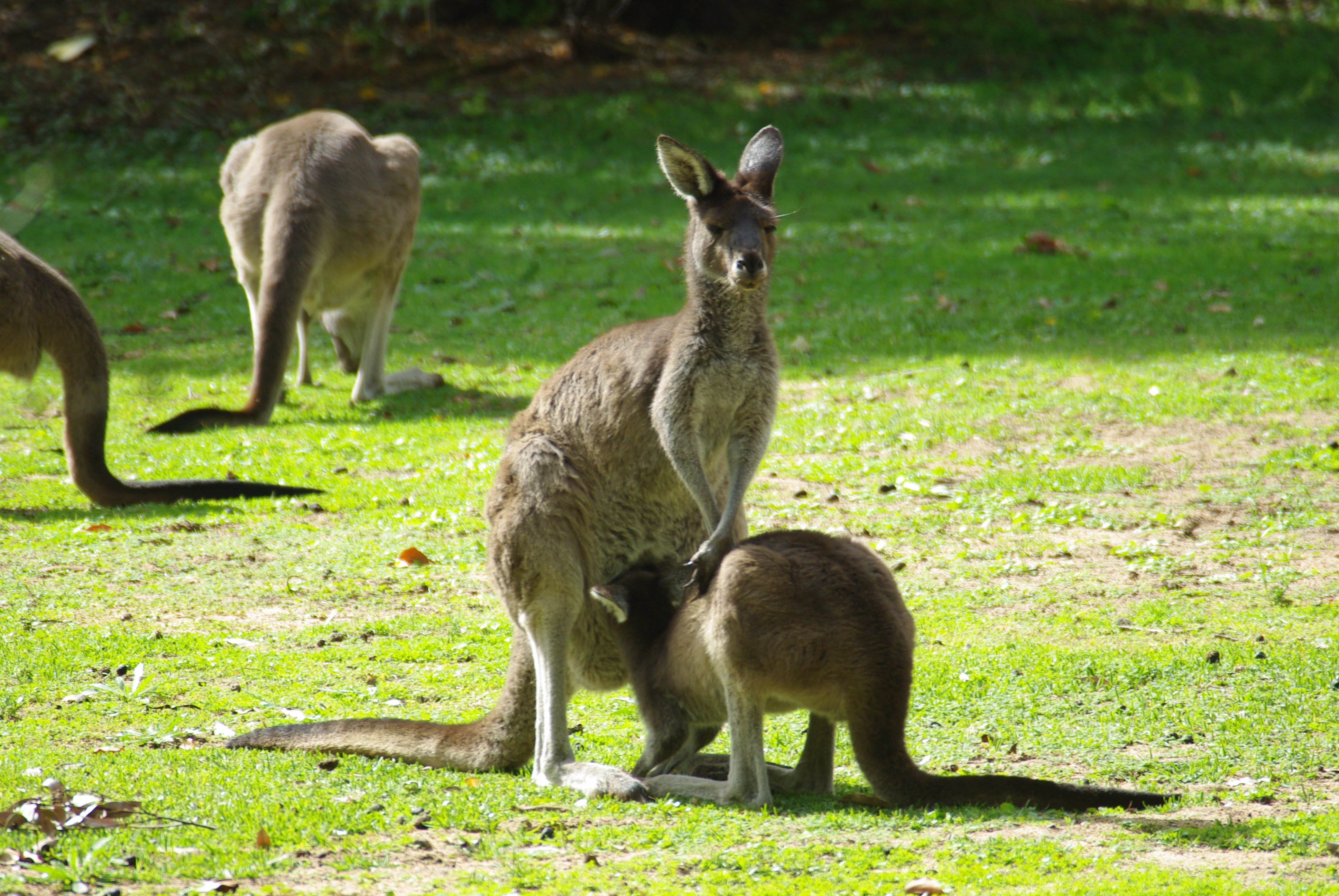